# Imbibition
Imbibition (von lateinisch imbibere ‚absorbieren‘, ‚aufsaugen‘; aus in bibere ‚trinken‘) ist ein Begriff aus der Medizin und bezeichnet die Durchtränkung von Gewebe mit Flüssigkeit (zum Beispiel mit Blut). Gelegentlich wird auch von Imbibierung oder Inbibierung gesprochen. Diese Flüssigkeitsaufnahme kann z. B. im Rahmen einer Entzündung entstehen. Auch spricht man beispielsweise bei Hirninfarkten, in die sekundär Blut übergetreten ist, von einer „blutigen Imbibierung“. Im Allgemeinen äußert sich in der Computertomografie die Imbibition bildmorphologisch durch unscharfe, streifige Verdichtungen in ansonsten eher homogen-hypodensen (d. h. dunklen) Geweben. Bei blutigen Imbibibierungen sind die Verdichtungen entsprechend hyperdenser. Bei Hauttransplantationen sorgt die plasmatische Imbibition für die Ernährung des Transplantats in den ersten Tagen.
In der Botanik findet dieser Begriff ebenfalls Anwendung. Damit wird jener physikalische Vorgang bezeichnet, wodurch die Entstehung bzw. das Wachstum von pflanzlichem Leben aus Samen initialisiert wird. Wenn sich ein Saatkorn mit Wasser vollsaugt, schwellen dessen Zellen an, und die Mitochondrien (die Kraftwerke der Zellen) werden rehydriert und beginnen zu arbeiten. Eine Flut von Proteinen wird hergestellt, die Nahrungsspeicher werden angezapft und langsam weicht die Zellwand auf. Während die Zellteilung beginnt -in Gang gesetzt durch den Rehydrierungsprozeß- sprießt eine Keimwurzel aus dem Samenmantel (von lateinisch Arillus) und entwickelt sich zur Wurzel der Pflanze, während der Keimling (auch Sämling genannt), meist zeitversetzt, in Richtung des Lichtes wächst. Eine sinngemäß gleichlautende Definition findet sich im Lexikon der vom Bundesministerium für Forschung, Technologie und Raumfahrt geförderten Webseite von Pflanzenforschung.de.
Auch die Geologie bedient sich dieses Begriffes. Der Kreislauf der Gesteine erklärt die Entstehung von Magma. Magmatisches Gestein kann Gase enthalten (gelöste Gase wie Wasserdampf, Kohlendioxid und Schwefelverbindungen), welche beim Aufsteigen und Durchbrechen der Erdkruste Risse und Spalten vorhandener Gesteinsschichten durchtränken können. Ebenfalls als Imbibition werden solche Prozesse bezeichnet, wo wässrige Lösungen aus hydrothermalen Quellen oder durch Oberflächenwasser in Gesteine eindringen. Diese Lösungen können Salze, Metalle und andere gelöste Stoffe enthalten, die sich im Gestein ablagern und es verändern können (z. B. durch Verdrängung oder Fällung von Mineralien). Eine besondere Ausformung der Imbibition ist die Salzsprengung, bei der sich Salze aus wässrigen Lösungen in Gesteinsporen oder -rissen ablagern und dort kristallisieren. Die Volumenzunahme durch die hygroskopischen Kristalle kann zu einem Aufbrechen des Gesteins führen.